# Лаврас (микрорегион)

Лаврас на карте.

Лаврас (порт. Microrregião de Lavras) — микрорегион в Бразилии, входит в штат Минас-Жерайс. Составная часть мезорегиона Кампу-дас-Вертентис. Население составляет 149 669 человек (на 2010 год). Площадь — 3442,242 км². Плотность населения — 43,48	 чел./км².

## Демография
Согласно сведениям, собранным в ходе переписи 2010 г. Национальным институтом географии и статистики (IBGE), население микрорегиона составляет:						
| Полное население                             | Полное население                             | Полное население                             | Полное население                             | 149 669 |
| -------------------------------------------- | -------------------------------------------- | -------------------------------------------- | -------------------------------------------- | ------- |
| в том числе:                                 | Городское население                          | 132 808                                      | Процент городского населения, %              | 88,73   |
|                                              | Сельское население                           | 16 861                                       | Процент сельского населения, %               | 11,27   |
|                                              | Мужское население                            | 73 626                                       | Процент мужского населения, %                | 49,19   |
|                                              | Женское население                            | 76 043                                       | Процент женского населения, %                | 50,81   |
| Плотность населения, чел/км²                 | Плотность населения, чел/км²                 | Плотность населения, чел/км²                 | Плотность населения, чел/км²                 | 43,48   |
| Население микрорегиона в % к населению штата | Население микрорегиона в % к населению штата | Население микрорегиона в % к населению штата | Население микрорегиона в % к населению штата | 0,76    |

## Статистика
- Валовой внутренний продукт на 2003 год составляет 1 928 388 558,00 реалов (данные: Бразильский институт географии и статистики).
- Валовой внутренний продукт на душу населения на 2003 год составляет 6629,26 реалов (данные: Бразильский институт географии и статистики).
- Индекс развития человеческого потенциала на 2000 год составляет 0,793 (данные: Программа развития ООН).

## Состав микрорегиона
В составе микрорегиона включены следующие муниципалитеты:
1. Карранкас
2. Ижаси
3. Ингаи
4. Итумирин
5. Итутинга
6. Лаврас
7. Луминариас
8. Непомусену
9. Рибейран-Вермелью